# John N. Tsitsiklis
John Nikolaos Tsitsiklis (* 1958 in Thessaloniki) ist ein griechisch-US-amerikanischer Wirtschaftswissenschaftler und Informatiker (Operations Research, Kontrolltheorie, Optimierung, Systemtheorie, Bestärkendes Lernen).
Tsitsiklis studierte am Massachusetts Institute of Technology (MIT) mit dem Bachelor-Abschluss in Mathematik und Elektrotechnik (Informatik) 1980 und dem Master-Abschluss in Informatik 1980 und der Promotion in Elektrotechnik (Informatik) 1984 bei Michael Athans (Problems in decentralized decision-making and computation). Er war 1983/84 Assistant Professor an der Stanford University und war danach am MIT. Er ist Clarence J. Lebel Professor für Elektrotechnik am MIT und 2017 bis 2020 Direktor des Labors für Informations- und Entscheidungssysteme (LIDS). 2002 bis 2005 war er Ko-Direktor des Operations Research Center (ORCS).
Er ist Mitglied der National Academy of Engineering und des IEEE (1999). 2007 wurde er Fellow des Institute for Operations Research and the Management Sciences (Informs). 2016 erhielt er den ACM Sigmetrics Achievement Award für Beiträge zur dezentralisierten Kontrolle und Konsensbildung, approximative dynamische Programmierung und statistisches Lernen. 2018 erhielt er den IEEE Control Systems Award für Beiträge zur Optimierung großer dynamischer und verteilter Systeme. 2018 erhielt er den John-von-Neumann-Theorie-Preis mit Dimitri P. Bertsekas für Beiträge zu parallelen und verteilten Systemen und neurodynamischer Programmierung.
2005 bis 2007 war er im nationalen Forschungsrat Griechenlands. 2013 bis 2017 stand er dem Rat der Charokopio-Universität vor. Er ist mehrfacher Ehrendoktor (Katholische Universität Löwen 2008, Universität für Wirtschaft Athen 2018, Universität Charokopio 2019).

## Schriften (Auswahl)
Bücher:
- mit D. Bertsekas: Parallel and distributed computation: numerical methods, Prentice Hall 1989, Athena Scientific 2015
- mit D. Bertsekas: Neuro-dynamic programming, Athena Scientific 1996
- mit Dimitris Bertsimas: Introduction to linear optimization, Athena Scientific 1997
- mit D. Bertsekas: Introduction to probability, MIT 2000, Athena Scientific 2008

Einige Aufsätze:
- Problems in decentralized decision making and computation, MIT Cambridge Lab for Information and Decision Systems, 1984.
- mit D. Bertsekas, M. Athans: Distributed asynchronous deterministic and stochastic gradient optimization algorithms, IEEE Transactions on Automatic Control, Band 31, 1986, S. 803–812
- mit C. H. Papadimitriou: The complexity of Markov decision processes, Mathematics of Operations Research, Band 12, 1987, S. 441–450
- Decentralized Detection, MIT 1989
- mit D. Bertsimas: Simulated annealing, Statistical Science, Band 8, 1993, S. 10–15
- Asynchronous stochastic approximation and Q-learning, Machine Learning, Band 16, 1994, S. 185–202
- Efficient algorithms for globally optimal trajectories, IEEE Transactions on Automatic Control, Band 40, 1995, S. 1528–1538
- mit B. Van Roy: Analysis of temporal-difference learning with function approximation, Advances in Neural Information Processing Systems, Band 9, 1996
- mit V. D. Blondel: A survey of computational complexity results in systems and control, Automatica, Band 36, 2000, S. 1249–1274
- mit V. D. Blondel, J. M. Hendrickx, A. Olshevsky: Convergence in multiagent coordination, consensus, and flocking, Proc. 44th IEEE Conf. on Decision and Control 2005